# IC 3306
IC 3306 ist eine Spiralgalaxie vom Hubble-Typ Sb? im Sternbild Haar der Berenike am Nordsternhimmel, welche etwa 668 Millionen Lichtjahre von der Milchstraße entfernt ist.
Das Objekt wurde am 23. März 1903 von dem deutschen Astronomen Max Wolf entdeckt.